# Апатитский автобус
Апатитский автобус — основной вид городского пассажирского транспорта в городе Апатиты. По состоянию на 2013 год в городе имеется семь городских автобусных маршрутов и один маршрутизатор маршрутного такси. Автобусное сообщение в городе осуществляют предприятия ПАО «Автоколонна 1378» (ул. Промышленная, 6) и ООО «ТАКСИ» (ул. Промышленная, 16/2).

## История
До 1966 года в Апатитах не было автобусного сообщения. Все перевозки осуществляло Кировское пассажирское автохозяйство. В 1966 году большое количество людей, желающих поселиться в Апатитах, требовало увеличение службы общественного транспорта. Было принято решение о строительстве нового гаража в Апатитах, так как в Кировске не имелось подходящего участка под строительство. В 1973 году был достроен и введён в эксплуатацию гараж в Апатитах. В октябре 1976 года «Кировское автотранспортное предприятие» стало называться «Автоколонна № 1378». При этом в Кировске образовался филиал автоколонны — Кировское АТП, в основном обслуживающее маршруты предприятий.
В 1997 году в городе появилось новое частное автопредприятие ООО «ТАКСИ», которое сегодня занимается перевозками по городским и дачным автобусными маршрутами.
В 2006 году в парк Автоколонны № 1378 поставили автобусы из Германии, отъездивших там 15 лет. Поступили 12 автобусов фирм — Mercedes, MAN, Ikarus.
В настоящее время Автоколонна № 1378 является структурным подразделением крупнейшего по Мурманской области пассажирского перевозчика «Мурманскавтотранса». К сегодняшнему дню Апатитский автобус терпит кризис: проводятся увольнения, сокращено количество маршрутов, не хватает водителей.
Стоимость проезда по городу 30 рублей.
По пригородной сети до Кировска проезд на автобусе стоит от 40 до 83 рублей, на маршрутном такси 50 рублей.

## Междугородный транспорт
| №   | Путь следования                      |
| 209 | Мурманск — Апатиты — Кировск         |
| 210 | Апатиты — Мончегорск                 |
| 217 | Апатиты — Полярные Зори — Кандалакша |